# Estación de Urnieta
Urnieta es un apeadero ferroviario situado en el municipio español de Urnieta en la provincia de Guipúzcoa, comunidad autónoma del País Vasco. Forma parte la línea C-1 de la red de Cercanías San Sebastián operada por Renfe.

## Situación ferroviaria
La estación se encuentra en el punto kilométrico 612,714 de la línea férrea de ancho convencional  que une Madrid con Hendaya a 39,91 metros de altitud. El tramo es de vía doble y está electrificado.

## Historia
La estación fue inaugurada el 1 de septiembre de 1863 con la puesta en marcha del tramo Beasáin-San Sebastián de la línea radial Madrid-Hendaya. Su explotación inicial quedó a cargo de la Compañía de los Caminos de Hierro del Norte de España quien mantuvo su titularidad hasta que en 1941 fue nacionalizada e integrada en la recién creada RENFE. Desde el 31 de diciembre de 2004 Renfe Operadora explota la línea mientras que Adif es la titular de las instalaciones ferroviarias.

## La estación
El apeadero de Urnieta posee dos largos andenes laterales y dos vías. Para protegerse los viajeros disponen de dos pequeños refugios. El que se encuentra situado en el andén en dirección a San Sebastián o Irún aún conserva su diseño original mientras que el situado en el andén contrario es mucho más reciente. El cambio de andenes uno a otro se realiza a nivel. La compra de billetes se realiza en la máquina autoventa ubicada en el refugio de la vía 1.  

## Servicios ferroviarios

### Cercanías
Los trenes de cercanías de la Línea C-1 son los únicos que se detienen en la estación. 